# Дунайський міст
Дунайський міст (раніше знаний як «Міст Дружби»; болг. Мост на дружбата, Дунав Мост; рум. Podul Prieteniei,Podul de la Giurgiu) ― сталевий ґратчастий міст над річкою Дунай, що з'єднує болгарський берег на півдні з румунським берегом на півночі в містах Русе і Джурджу, відповідно.
Це один з двох мостів, що з'єднують Румунію і Болгарію. Другим з них є міст Нова Європа між містами Відін і Калафат.
З румунської сторони міст перетинає острів Мокану.

## Історія

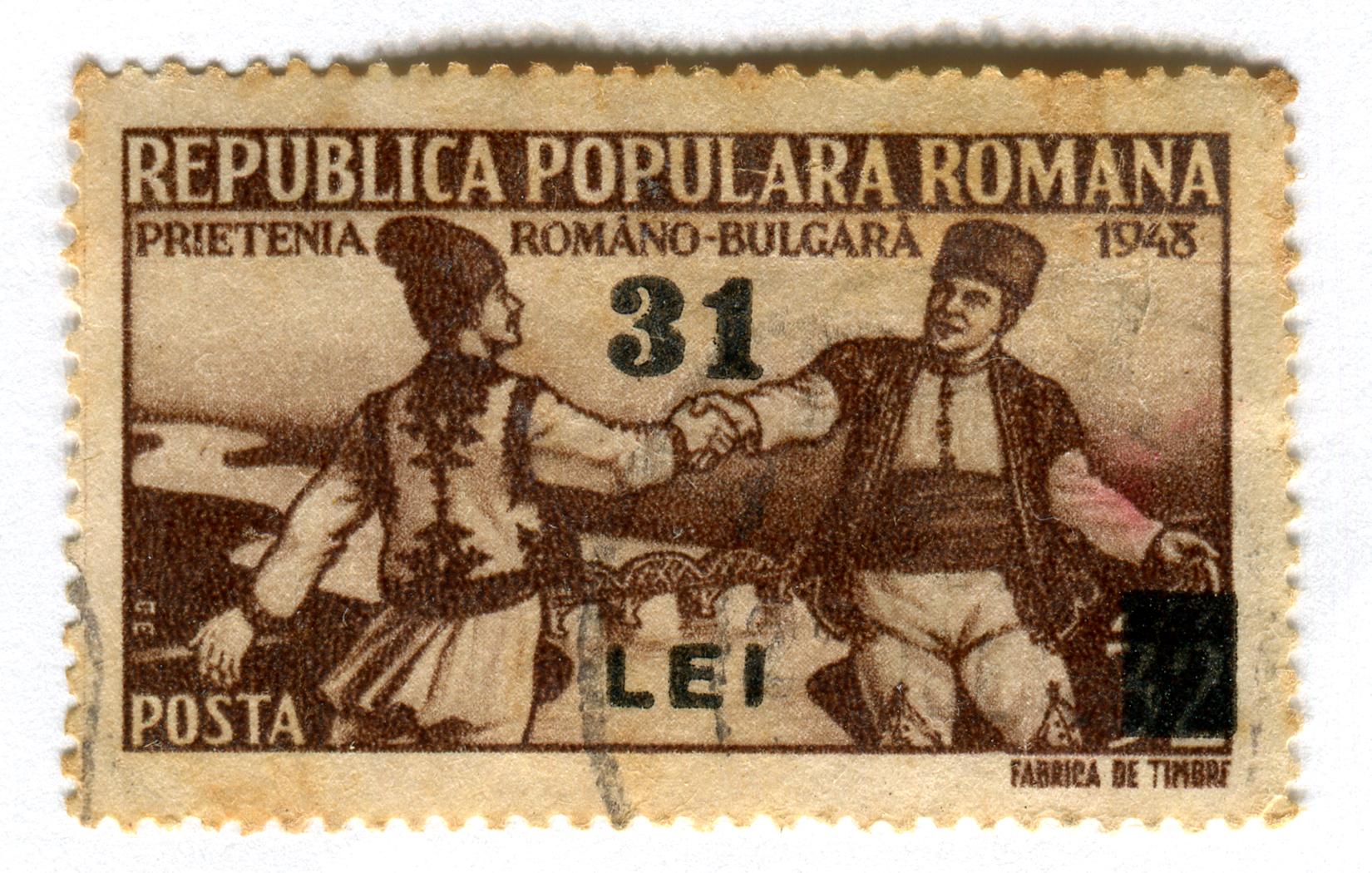
Проєктований міст на марці 1948

Відкрито 20 червня 1954 року та розроблено радянськими інженерами Ст. Андрєєвим і Н. Рудомазіним. Його довжина становить 2 223 метри. Свого часу це був єдиний міст через Дунай, який з'єднує Болгарію і Румунію, весь інший трафік обслуговувався поромами і сухопутними шляхами. Елементи декору мосту спроєктував болгарський архітектор Георгій Овчаров. Міст має два яруси: двосмугову автомагістраль і залізницю. Тут є також і тротуар для пішоходів. Центральна частина мосту (85 м) є рухомою і може бути розлучена для проходження великогабаритних суден. Вміст рухомої частини покладено на Румунію. Міст був побудований за два з половиною роки з допомогою радників і ресурсів Радянського Союзу.
Радянські назвали проєкт «Мостом Дружби», але після падіння комуністичних режимів в обох країнах споруда отримала функціональнішу назва «Дунай міст».
Пости прикордонного контролю присутні на мосту, оскільки він виступає кордоном між двома країнами. З січня 2007 року тут більше немає митного контролю та посвідчення особи здійснюється лише болгарською чи румунською стороною, будучи «внутрішнім кордоном» в рамках Європейського союзу. Прикордонний контроль буде повністю видалений після того, як Болгарія та Румунія приєднаються до Шенгенської угоди.
Після двох місяців ремонтних робіт, 3 вересня 2011 року була знову відкрита болгарська частина мосту.

## Галерея

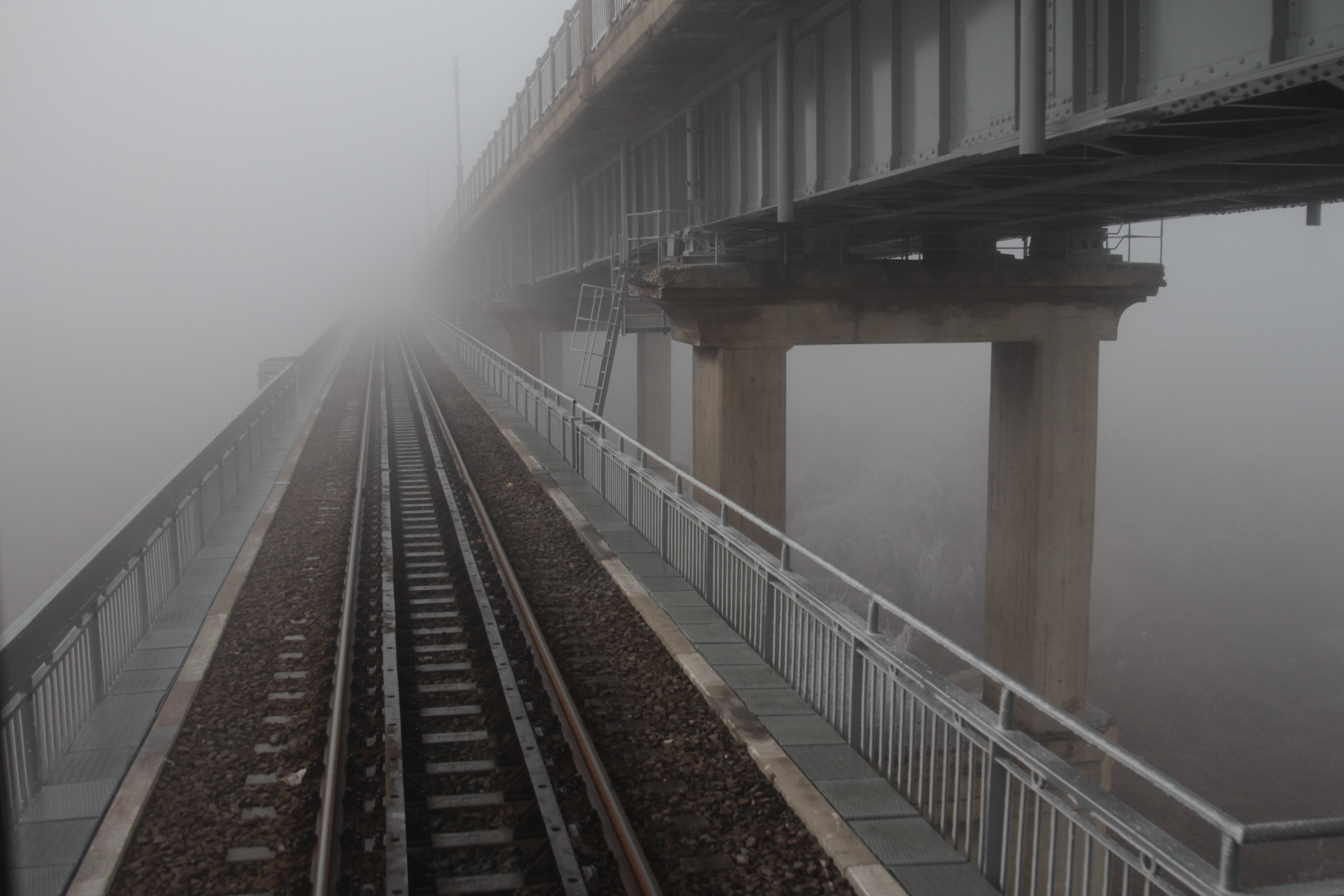
Румунська сторона мосту
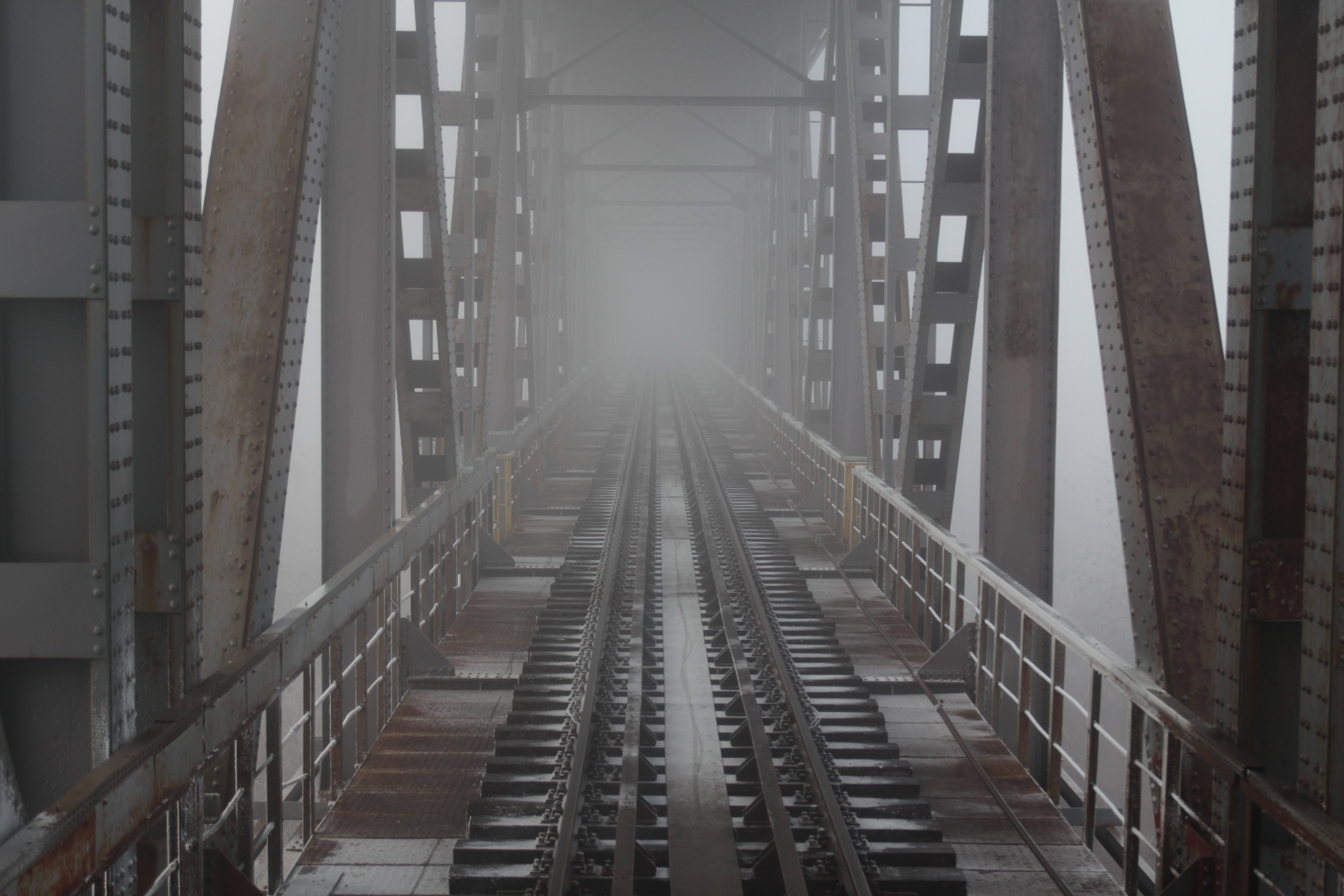
Середина моста